# Mathias Nygård
Mathias Nygård (Hämeenlinna, Finlandia, 26 de agosto de 1982), también conocido como Warlord Nygård, es un músico, cantante, productor y compositor finlandés. Es junto con Jussi Wickström uno de los fundadores de la banda finlandesa de Viking metal y Folk metal Turisas, cuyo origen se remonta a 1997. Es el vocalista principal de la banda, aunque también se encarga de la programación e interpretación de los teclados en la edición de sus discos.
Es el compositor principal de las letras de las canciones de la banda y productor musical.